# Janis Varoufakis
Janis (eller Yanis/Gianis) Varoufakis (græsk: Γιάνης Βαρουφάκης; født 24. marts 1962) var græsk finansminister fra januar til juli 2015. Han er desuden professor i økonomi. Han har såvel græsk som australsk statsborgerskab.

## Faglig karriere
Varoufakis har studeret og undervist på University of Essex, University of East Anglia og University of Cambridge. Han har desuden gæsteoptrådt på amerikanske og australske læreanstalter. 
I Grækenland har han undervist i økonomi på Athens universitet, ligesom han 2004-2006 var økonomisk rådgiver for daværende ministerpræsident Papandreou, af hvem han siden blev en indædt kritiker.

## Politisk arbejde
I bogen A Modest Proposal, som han skrev sammen med Stuart Holland og James K. Galbraith, fremlægges forslag til løsning af Euroens krise. Varoufakis har fremlagt sine økonomiske og politiske analyser i adskillige internationale medier. Han har desuden sin egen engelsksprogede blog.
Han er en af Alexis Tsipras' og partiet Syrizas centrale økonomiske rådgivere og blev ikke uventet udnævnt til finansminister efter valget i januar 2015, en post der gjorde ham til Grækenlands hovedforhandler i forhandlingerne med EU om en løsning af landets gældskrise. I et interview kort før valget med Information sagde han bl.a.: "Folkelig opbakning i Grækenland, Spanien og Italien – ikke kun som Syriza, men som en ny progressiv kraft i Europa – vil på et tidspunkt tvinge magthaverne i EU til at begynde at regne med os og holde op med at lade som om, at dialog er umulig".
Dagen efter den græske folkeafstemning 5. juli 2015, hvor befolkningen fulgte regeringens anbefaling og stemte nej til den pågældende redningsplan, trådte Varoufakis tilbage, efter eget udsagn for at fremme de følgende forhandlinger med EU-landene, hvor han af mange blev opfattet som en kontroversiel og besværlig forhandler. Han blev afløst af den hidtidige viceudenrigsminister Euklid Tsakalotos, der ligesom Varoufakis er økonomiprofessor og medlem af Syriza, men betragtes som mere rund i kanterne. Tsakalotos havde allerede tidligere afløst Varoufakis som græsk forhandlingsleder i samtalerne med EU om en ny låneaftale.